# Расплавление активной зоны ядерного реактора
Расплавле́ние акти́вной зоны я́дерного реа́ктора (также сленговое мелтдаун от англ. meltdown) — неофициальный термин, означающий тяжёлую ядерную аварию, в результате которой ядерное топливо в реакторе может быть повреждено из-за перегрева. Официальными международными организациями термин не признаётся.
Однако, в истории космонавтики была такая ситуация - Космос-367, через 110 минут работы ЯЭУ БЭС-5 "Бук" произошло частичное расплавление активной зоны реактора БР-5А, активная зона была выведена на орбиту захоронения.

## История
Термин стал тиражироваться в СМИ после аварии на АЭС Три-Майл-Айленд в 1979 году.

## Опасность расплавления
Поскольку основная часть продуктов деления в типичном реакторе содержится внутри топливных таблеток, обширная утечка радиоактивных веществ может произойти только при разрушении содержащих их тепловыделяющих элементов (ТВЭЛов). Одной из причин разрушения ТВЭЛов может быть их расплавление под воздействием высокой температуры.
Существует теоретическая, хотя и маловероятная, возможность того, что при расплавлении ядерного топлива температура в нём будет настолько высокой, что оно будет способно прожечь корпус реактора и фундамент. Крайне малая вероятность такого события насмешливо подчёркивается названием «китайский синдром», произошедшим от шутки, что при тяжёлой аварии на АЭС ядерное топливо якобы способно прожечь всю Землю насквозь и дойти до Китая.
В некоторых проектах реакторов (ВВЭР-1200, EPR) добавлено устройство локализации расплава (ловушка расплава), которое препятствует проникновению расплава до фундамента. Ловушка создаёт отрицательную реактивность для расплава, ввиду большого сечения захвата нейтронов у жертвенного материала, находящегося в ловушке, и предназначенного для охлаждения расплава (поскольку сам жертвенный материал должен частично расплавиться, а изобарный фазовый переход является процессом очень энергоёмким по сравнению с изобарным нагреванием твердого тела) и поглощения тепловых нейтронов для "гашения" самоподдерживающейся цепной реакции деления. Сама же ловушка изготовлена из более тугоплавкого материала по сравнению с жертвенным материалом. Заливать ловушку водой запрещается по следующим причинам:
1. Вода является замедлителем нейтронов, причём, чем ниже её температура - тем более эффективным замедлителем вода является, это обусловлено зависимостью плотности воды от температуры при изобарном процессе.
2. Опасность пароциркониевой реакции, что приведет к выделению водорода и образованию взрывоопасной гремучей смеси.

## Причины повышения температуры

### Остаточное тепловыделение
После остановки реактора даже в отсутствие цепной реакции тепловыделение продолжается за счёт радиоактивного распада накопленных актиноидов и других продуктов деления. Выделяемая после остановки мощность зависит от количества накопленных продуктов деления, для её расчёта используются формулы, предложенные различными учёными. Наибольшее распространение получила формула Вэя—Вигнера. Исходя из неё, мощность остаточного тепловыделения уменьшается по закону:
{\displaystyle {\frac {W_{\beta ,\gamma }}{W_{0}}}=6,5\cdot 10^{-2}\cdot \left[\tau _{c}^{-0,2}-\left(\tau _{c}+T\right)^{-0,2}\right]}, где:
- {\displaystyle W_{\beta ,\gamma }} — мощность остаточного тепловыделения реактора через время {\displaystyle \tau _{c}} после его остановки;
- {\displaystyle W_{0}} — мощность реактора до останова, на которой он работал в течение времени {\displaystyle T}
- время выражено в секундах (существуют формулы, имеющие несколько другой вид, где время выражено в сутках)

На начальном этапе после останова, когда {\displaystyle \tau _{c}\ll T}, можно использовать упрощённую зависимость:
{\displaystyle W_{\beta ,\gamma }=6,5\cdot 10^{-2}\cdot W_{0}\cdot \tau _{c}^{-0,2}}
Таким образом, в первые секунды после остановки остаточное энерговыделение составит примерно 6,5 % от уровня мощности до остановки. Через час — примерно 1,4 %, через год — 0,023 %. По этой причине существует необходимость при любых условиях обеспечить теплоотвод от реактора. На случай внезапной остановки реактора конструкция включает различные системы аварийного охлаждения (расхолаживания) активной зоны с электроснабжением от резервных дизельных электростанций.

### Авария с потерей теплоносителя
.